# Tappeto di Mantes
Il tappeto di Mantes è un'opera d'arte safavide, attribuita all'Iran della seconda metà del XVI secolo e conservato al Museo del Louvre, a Parigi, presso il Dipartimento di Arti Islamiche (OA 6610). Molto grande (7,83 x 3,79 metri), fu scoperto nella Collegiata di  Mantes nel 1912 e acquisito meno di un anno dopo dal museo, nel 1913. È realizzato in lana, con  nodi asimmetrici.

## Storia
Il tappeto di Mantes è noto per aver adornato i saloni della sottoprefettura di Mantes prima di essere depositato nella collegiata e utilizzato durante i matrimoni, esteso nel coro, ma nessun documento ufficiale consente di stabilire quando e come sia arrivato in Francia. È menzionato nell'inventario dei beni delle chiese di Eugène Viollet-le-Duc, è oggetto di una menzione nel suo "Dizionario dei mobili", pubblicato nel 1872. Potrebbe essere entrato nel paese già nel XVII secolo, quando gli scambi tra Francia e Iran si intensificarono, come oggetto di una donazione da Madame du Barry, amante di Luigi XV alla città di Mantes, senza che questo fatto sia certo.
Il suo stato di conservazione è mediocre, essendosi deteriorato durante un abbandono in un locale in costruzione. Un'intera parte è gravemente danneggiata.

## Descrizione

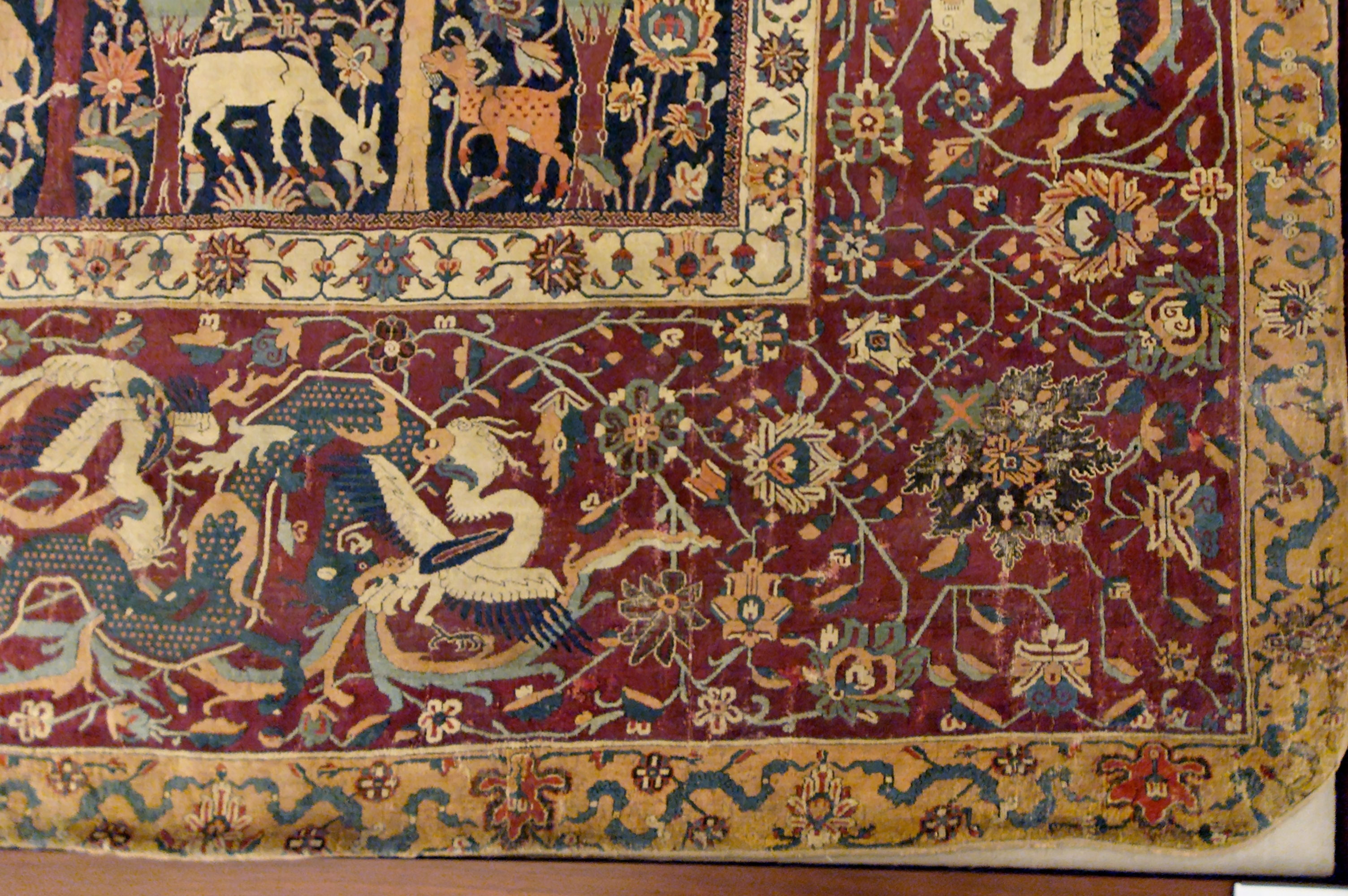
Dettaglio di un angolo del tappeto

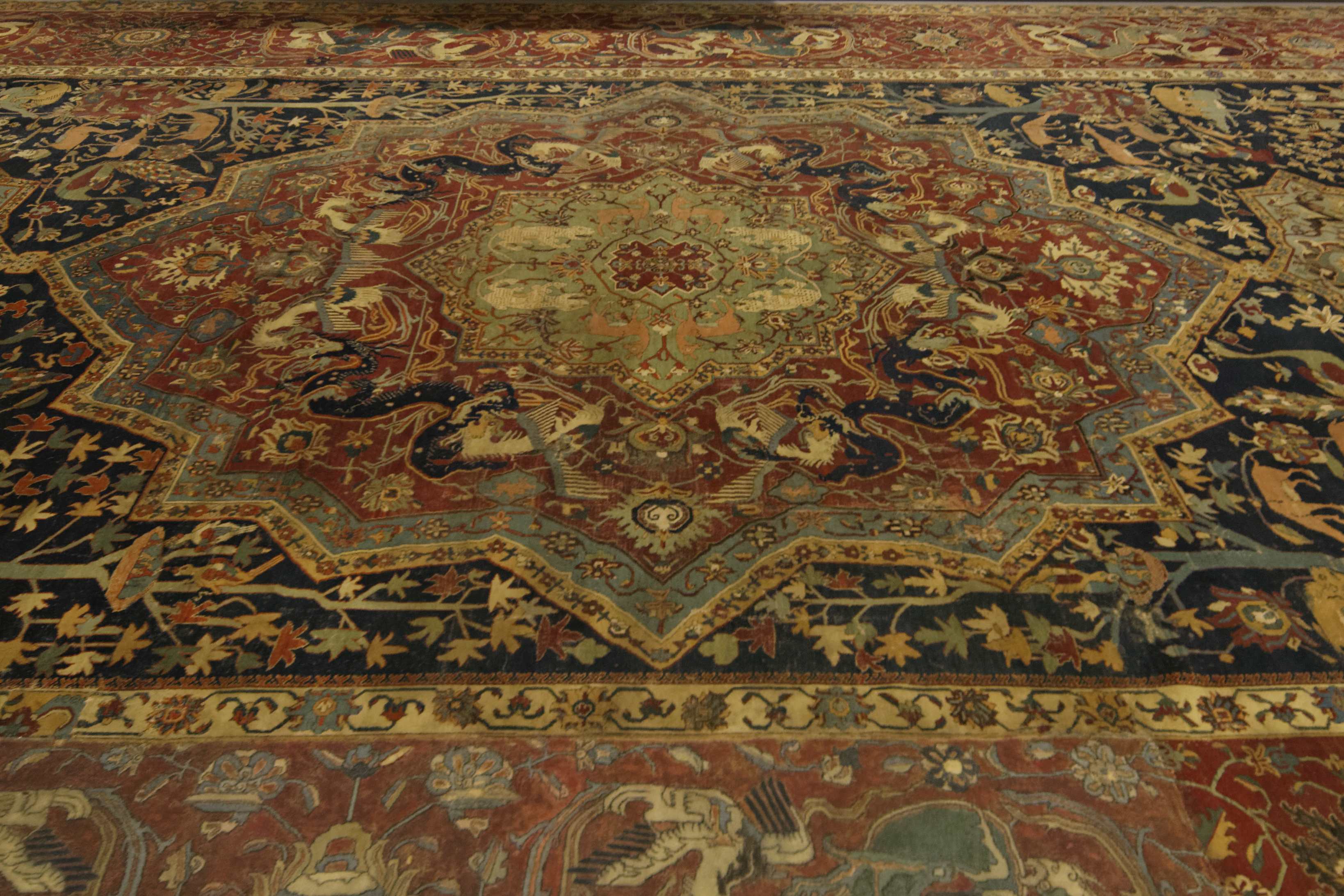
Dettaglio del grande medaglione centrale

Il tappeto, di forma rettangolare, presenta un ampio bordo principale, dove si susseguono combattimenti tra  draghi e fenici separati da motivi floreali. Questa fascia è incorniciata da due bordi secondari relativamente stretti con motivi floreali e nuvole cinesi (le cosiddette "nuvole tchi") per il bordo esterno.
La parte centrale è organizzata rigorosamente attorno a due assi perpendicolari di simmetria. Al centro ci sono tre medaglioni a stella intrecciati, dal più piccolo al più grande, rosso con motivi floreali, verde tenue con quattro  pantere alla ricerca di altrettante antilopi e rosso con quattro combattimenti tra due fenici e un drago, sempre su uno sfondo di motivi floreali. Ogni livello ha un bordo floreale, e quello del medaglione più grande serve anche a incorniciare il cartiglio e le mandorle che fuoriescono da ogni lato. I cartigli, su fondo azzurro, sono decorati con fogliame con fiori di loto e palmette bifide, mentre nelle mandorle sono presenti due kilin attorno ad un cipresso.
Il resto del fondo si organizza, ai lati del medaglione centrale, in due registri, mentre la simmetria assiale è sempre perfetta. Nel registro inferiore, in ciascuna metà, alberi fioriti avvolgono due cipressi ai piedi dei quali pascolano capridi e corrono una lepre, mentre un leone divora una gazzella e una volpe si inoltra nei giunchi. Gli uccelli si divertono tra i rami e passano al registro superiore, dove vediamo un cacciatore che mira con il suo fucile a un leone sul dorso di una gazzella. Sopra il cacciatore, un pavone trova posto tra il medaglione e il cartiglio, vari animali bevono in uno stagno, riconoscibile non per il suo colore rosso, ma per i pesci e le anatre che ci nuotano. A dominare lo specchio d'acqua, un albero, forse un acero, tra i cui rami due uccelli hanno creato un nido per nutrire i loro piccoli.

## Datazione
Per la sua tecnica e l'uso di nodi asimmetrici, non è difficile attribuire questo tappeto alla Persia, anche se il centro di fabbricazione non può essere determinato con precisione. D'altra parte, la datazione risulta essere più complessa. Quest'opera è in linea con i tappeti a medaglione, la cui organizzazione riprende quella delle miniature e delle legature dell'inizio del XVI secolo e tra cui il famoso Dario dell'universo e i due tappeti della tomba di Shaykh Safi ad Ardabil. Tuttavia, gli specialisti preferiscono datarlo alla seconda metà di questo secolo, o addirittura all'inizio del XVII secolo, per la presenza del fucile, arma arrivata in Iran solo dopo la battaglia di Chaldiran (1514), che si diffuse gradualmente. L'assenza di pennacchi e una certa goffaggine nella rappresentazione degli animali sono anche da attribuire alla tarda datazione.

## Decorazione: simbolismo e significato
Possiamo collegare il tappeto di Mantes a un gruppo di cosiddetti tappeti da caccia. L'iconografia della caccia è abbastanza comune in Iran, essendo uno sport tradizionale, molto apprezzato dalla nobiltà che vi trovava il modo di allenarsi per la guerra. Possiamo citare un famoso esempio del museo Poldi Pezzoli di Milano, dove vediamo cavalieri che attaccano diversi animali in una composizione brulicante. Qui però il tema si attualizza, con l'apparizione del fucile, impugnato da un cacciatore a piedi e da solo.
Ci sono anche diversi motivi simbolici che meritano una spiegazione.
- il pavone è un animale associato alla persona del re per lungo tempo in Iran. La sua rappresentazione, abbastanza statica e ieratica sul tappeto, è forse da paragonare a quella di questi stessi animali sull'iwan principale della Moschea dello Scià a Isfahan.
- il cipresso attorno al quale è avvolto un albero in fiore è un caposaldo della poesia e della pittura iraniana, che rappresenta l'amore. L'uomo, forte e vigoroso, è spesso paragonato al cipresso e l'albero fiorito simboleggia la donna.
- Lo stagno da cui emerge un albero ricorda un mito zoroastriano della creazione del mondo. Viene qui trattato in modo relativamente naturalistico, il che costituisce un'innovazione.
- La lotta del drago con la fenice è un tema che simboleggia la lotta del bene e del male, conosciuto sia in Iran che in Cina. È qui, insieme ai fiori di loto e di peonia e alle nuvole di tchi, uno degli elementi che richiamano le forti influenze dell'arte cinese sull'arte persiana di questo periodo, influenza che si può ritrovare in altre arti come la ceramica o l'arte del libro.

## Opere coeve
Diversi tappeti possono essere paragonati a quello di Mantes. In particolare c'é, al Musée des Arts Décoratifs di Parigi, un frammento di tappeto della metà del XVI secolo del tutto paragonabile, con un medaglione, il cui campo rappresenta un giardino con cipressi e alberi in fiore. I colori sono molto meno vari, ma la tessitura e il disegno molto più fini, grazie all'uso della seta.